# Vasilij Aksionov
Vasilij Pavlovitj Aksionov, född 20 augusti 1932 i Kazan, död 6 juli 2009 i Moskva, var en ryskspråkig författare. Han var son till författaren Evgenia Ginzburg. Båda hans föräldrar deporterades till Sibirien 1937.
Aksionov studerade medicin i Leningrad, men slog i början av 1960-talet, under Nikita Chrusjtjovs "töväder", genom som författare med böcker som Zvezdnyj bilet (1961, sv. övers. Stjärnbiljetten 1966). Hans moderna och föga konformistiska stil tilltalade de unga läsarna mer än den behagade sovjetledningen.
1981, för övrigt samma år som han publicerade Ostrov Krym (sv. övers Ön Krim 1984), förlorade han sitt sovjetiska medborgarskap. Han flyttade då till Washington och började arbeta som lärare. 1994 publicerade han en av sina allra mest uppskattade böcker, Moskovskaia Saga. Denna bok berättar historien om läkarfamiljen Gradov under stalinåren 1924-1953, och är en bred släktsaga som har beröringspunkter med Tolstojs romaner.